# Radiación infrarroja

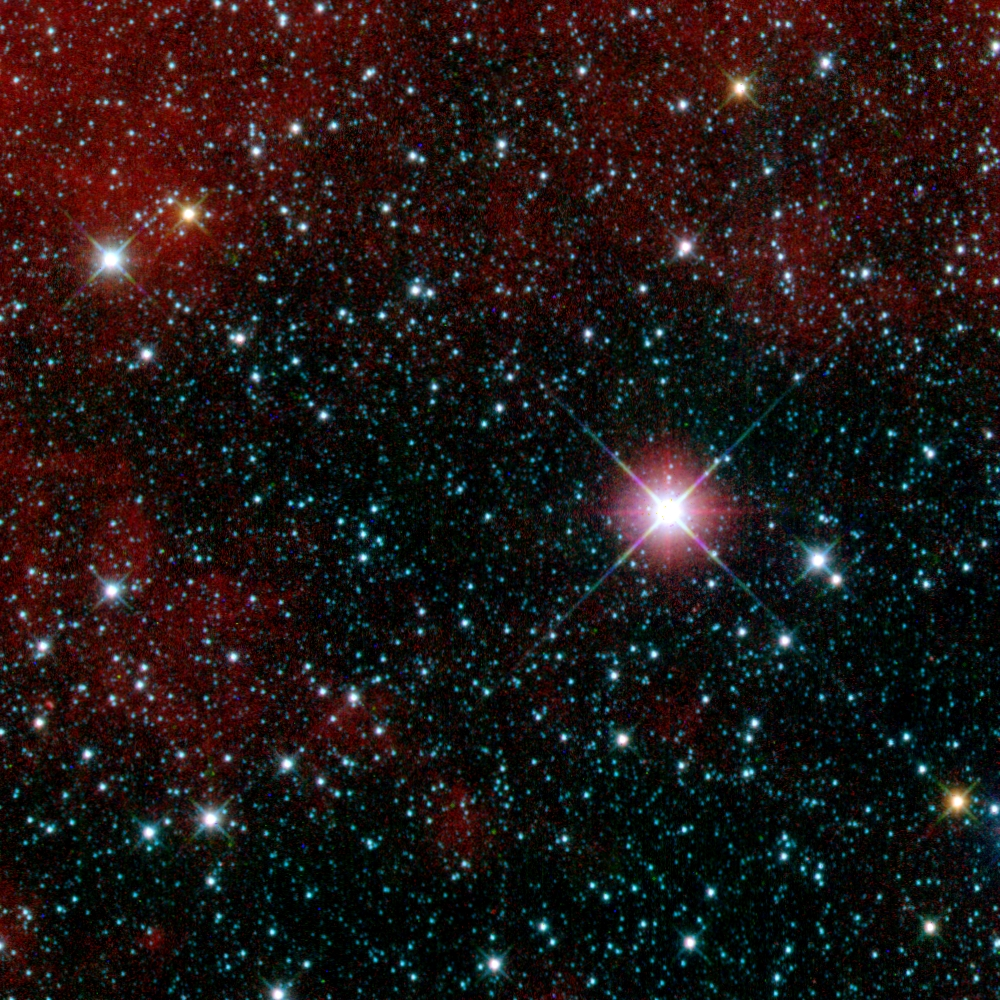
Imagen del telescopio espacial infrarrojo tiene (color falso) azul, verde y rojo correspondientes a longitudes de onda de 3,4, 4,6 y 12 μm, respectivamente.

La radiación infrarroja, o radiación IR es un tipo de radiación electromagnética, de mayor longitud de onda que la luz visible, pero menor que la de los microondas. Su rango de longitudes de onda va desde unos 0,7 hasta los 1000 μm. La radiación infrarroja es emitida por cualquier cuerpo cuya temperatura sea mayor que 0 K, es decir, −273,15 °C (cero absoluto) .
Por tanto, es invisible para el ojo humano. Por lo general, se entiende que el IR abarca longitudes de onda desde el borde nominal del rojo del espectro visible, alrededor de 700 nm (frecuencia 430 THz), hasta 1 mm (300 GHz) (aunque las longitudes de onda IR más largas suelen designarse más bien como radiación de terahercios). La radiación del cuerpo negro de los objetos cercanos a la temperatura ambiente es casi toda de longitud de onda infrarroja. Como forma de radiación electromagnética, la radiación infrarroja propaga energía y  momento, con propiedades que corresponden a la dualidad onda-partícula de una onda y de una partícula, el fotón.
La radiación infrarroja fue descubierta en 1800 por el astrónomo Sir William Herschel, quien descubrió un tipo de radiación invisible en el espectro de menor energía que la luz roja, mediante su efecto en un termómetro. Finalmente se comprobó que algo más de la mitad de la energía total del Sol llega a la Tierra en forma de infrarrojos. El equilibrio entre la radiación infrarroja absorbida y emitida tiene un efecto crítico en el clima de la Tierra.
La radiación infrarroja es emitida o absorbida por las moléculas cuando cambian sus movimientos rotacional-vibracional. Excita los modos de vibración en una molécula a través de un cambio en el momento dipolar, por lo que es un rango de frecuencias útil para el estudio de estos estados energéticos para moléculas de la simetría adecuada. La Espectroscopia infrarroja examina la absorción y transmisión de fotones en el rango infrarrojo.
La radiación infrarroja se utiliza en aplicaciones industriales, científicas, militares, comerciales y médicas. Los dispositivos de visión nocturna que utilizan iluminación activa en el infrarrojo cercano permiten observar a personas o animales sin que el observador sea detectado. La astronomía infrarroja utiliza telescopios equipados con sensores para penetrar en regiones polvorientas del espacio como las nubes moleculares, para detectar objetos como planetas y para ver objetos altamente desplazados al rojo de los primeros tiempos del universo. Las cámaras de imagen térmica infrarroja se utilizan para detectar la pérdida de calor en sistemas aislados, para observar los cambios en el flujo sanguíneo en la piel y para detectar el sobrecalentamiento de los componentes eléctricos.
Las aplicaciones militares y civiles incluyen la adquisición de objetivos, la vigilancia, la visión nocturna, el homing y el seguimiento. Los seres humanos, a una temperatura corporal normal, irradian principalmente en longitudes de onda de unos 10 μm (micrómetros). Los usos no militares incluyen el análisis de la eficiencia térmica, la supervisión medioambiental, la inspección de instalaciones industriales, la detección de operaciones de cultivo, la detección remota de la temperatura, la comunicación inalámbrica de corto alcance, la espectroscopia y la previsión meteorológica.

## Historia
Los infrarrojos fueron descubiertos en 1800 por William Herschel, astrónomo inglés de origen alemán. Herschel colocó un termómetro de mercurio en el espectro obtenido por un prisma de cristal con el fin de medir el calor emitido por cada color. Descubrió que el calor era más fuerte al lado del rojo del espectro y observó que allí no había luz. Esta es la primera experiencia que muestra que el calor puede transmitirse por una forma invisible de luz. Herschel denominó a esta radiación "rayos calóricos", denominación bastante popular a lo largo del siglo XIX que, finalmente, fue dando paso al más moderno de radiación infrarroja.
Los primeros detectores de radiación infrarroja eran bolómetros, instrumentos que captan la radiación por el aumento de temperatura producido en un detector absorbente.

## Definición y relación con el espectro electromagnético

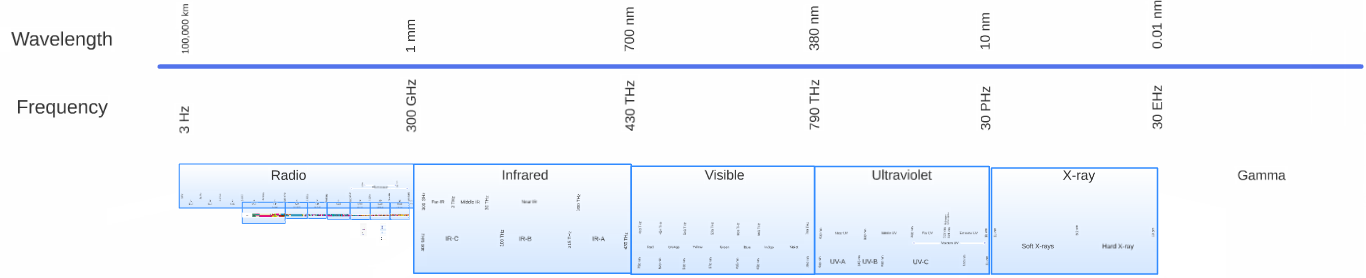
Infrarrojo en relación con el espectro electromagnético

La radiación infrarroja se extiende desde el borde nominal rojo del espectro visible a 700 nm hasta 1 mm. Este rango de longitudes de onda corresponde a un rango de frecuencia de aproximadamente 430 THz hasta 300 GHz. Por debajo del infrarrojo se encuentra la porción de microondas del espectro electromagnético.
| Comparación de la luz |                  |                   |                       |
| Nombre                | Longitud de onda | Frecuencia (Hz)   | Energía fotónica (eV) |
| Rayos gamma           | menos de 0.01 nm | más de 30 EHz     | más de 124 keV        |
| Rayos X               | 0.01 nm – 10 nm  | 30 EHz – 30 PHz   | 124 keV – 124 eV      |
| Ultravioleta          | 10 nm – 400 nm   | 30 PHz – 790 THz  | 124 eV – 3.3 eV       |
| Luz visible           | 400 nm – 700 nm  | 790 THz – 430 THz | 3.3 eV – 1.7 eV       |
| Infrarrojos           | 700 nm – 1 mm    | 430 THz – 300 GHz | 1.7 eV – 1.24 meV     |
| Microondas            | 1 mm – 1 m       | 300 GHz – 300 MHz | 1.24 meV – 1.24 μeV   |
| Radio                 | 1 m – 10,000 km  | 300 MHz – 30 Hz   | 1.24 μeV – 124 feV    |

## Infrarrojo natural
La luz del sol, a una temperatura efectiva de 5780 K, (5510 °C, 9940 °F), se compone de una radiación de espectro casi térmico que es ligeramente superior a la mitad de los infrarrojos. En el cenit, la luz solar proporciona una irradiancia de algo más de 1 kW por metro cuadrado a nivel del mar. De esta energía, 527 W son de radiación infrarroja, 445 W de  luz visible y 32 W de radiación ultravioleta. Casi toda la radiación infrarroja de la luz solar es infrarrojo cercano, inferior a 4 μm.
En la superficie de la Tierra, a temperaturas mucho más bajas que las de la superficie del Sol, parte de la radiación térmica consiste en infrarrojos en la región del infrarrojo medio, mucho más largo que en la luz solar. Sin embargo, la radiación de cuerpo negro, o térmica, es continua: emite radiación en todas las longitudes de onda.  De estos procesos naturales de radiación térmica, sólo los rayos y los incendios naturales son lo suficientemente calientes como para producir mucha energía visible, y los incendios producen mucha más energía infrarroja que luz visible.

## Clasificación

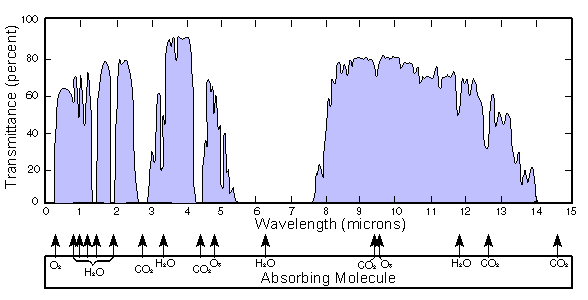
Gráfico de transmitancia atmosférica en parte de la región infrarroja

Los infrarrojos son clasificados, de acuerdo a su longitud de onda, de este modo:
- Infrarrojo cercano de 0,7 a 1,0 μm (desde el final aproximado de la respuesta del ojo humano al del silicio).
- Infrarrojo de onda corta: 1.0 a 3 μm (desde el corte de silicio hasta el de la ventana atmosférica MWIR). InGaAs cubre hasta aproximadamente 1,8 µm; las sales de plomo menos sensibles cubren esta región.
- Infrarrojo medio 3 a 5 μm (definido por la ventana atmosférica y cubierto por antimonuro de indio [InSb] y telururo de mercurio cadmio [HgCdTe] y parcialmente por seleniuro de plomo PbSe).
- Infrarrojos de onda larga: de 8 a 12 o de 7 a 14 μm (esta es la ventana atmosférica cubierta por HgCdTe y microbolómetros ).
- Infrarrojo de onda muy larga (VLWIR) (de 12 a aproximadamente 30 μm, cubierto por silicio dopado).
- Infrarrojo lejano (de 50 µm a 1000 µm)

El infrarrojo cercano es la región más cercana en longitud de onda a la radiación detectable por el ojo humano. el infrarrojo medio y lejano se alejan progresivamente del espectro visible . Otras definiciones siguen diferentes mecanismos físicos (picos de emisión, frente a bandas, absorción de agua) y las más nuevas siguen razones técnicas (los detectores de silicio comunes son sensibles a aproximadamente 1050 nm, mientras que la sensibilidad de InGaAs comienza alrededor de 950 nm y termina entre 1700 y 2600 nm, dependiendo de la configuración específica). Actualmente no se dispone de estándares internacionales para estas especificaciones.
La aparición de infrarrojos se define (de acuerdo con diferentes estándares) en varios valores, típicamente entre 700 nm y 800 nm, pero el límite entre la luz visible y la infrarroja no está definido con precisión. El ojo humano es notablemente menos sensible a la luz por encima de 700 nm de longitud de onda, por lo que las longitudes de onda más largas hacen contribuciones insignificantes a las escenas iluminadas por fuentes de luz comunes. Sin embargo, la luz infrarroja cercana particularmente intensa (p. Ej., De láseres IR, Fuentes de LED IR, o de la luz del día brillante con la luz visible eliminada por geles de colores) se pueden detectar hasta aproximadamente 780 nm y se percibirán como luz roja. Las fuentes de luz intensa que proporcionan longitudes de onda de hasta 1050 nm pueden verse como un resplandor rojo apagado, lo que causa cierta dificultad en la iluminación infrarroja cercana de escenas en la oscuridad (por lo general, este problema práctico se resuelve mediante iluminación indirecta). Las hojas son particularmente brillantes en el infrarrojo cercano, y si todas las fugas de luz visible alrededor de un filtro de infrarrojos están bloqueadas y el ojo tiene un momento para adaptarse a la imagen extremadamente tenue que proviene de un filtro fotográfico de paso de infrarrojos visualmente opaco, Es posible ver el efecto Madera que consiste en un follaje resplandeciente por infrarrojos. 
La materia, por su caracterización energética (véase cuerpo negro) emite radiación térmica. En general, la longitud de onda donde un cuerpo emite el máximo de radiación es inversamente proporcional a la temperatura de esta (Ley de Wien). De esta forma la mayoría de los objetos a temperaturas cotidianas tienen su máximo de emisión en el infrarrojo. Los seres vivos, en especial los mamíferos, emiten una gran proporción de radiación en la parte del espectro infrarrojo, debido a su calor corporal.
La potencia emitida en forma de calor por un cuerpo humano, por ejemplo, se puede obtener a partir de la superficie de su piel (unos 2 m2) y su temperatura corporal (unos 37 °C, es decir 310 K), por medio de la Ley de Stefan-Boltzmann, y resulta ser de alrededor de 100 W.
Esto está íntimamente relacionado con la llamada "sensación térmica", según la cual podemos sentir frío o calor independientemente de la temperatura ambiental, en función de la radiación que recibimos (por ejemplo del Sol u otros cuerpos calientes más cercanos): Si recibimos más de los 100 W que emitimos, tendremos calor, y si recibimos menos, tendremos frío. En ambos casos la temperatura de nuestro cuerpo es constante (37 °C) y la del aire que nos rodea también. Por lo tanto, la sensación térmica en aire quieto, solo tiene que ver con la cantidad de radiación (por lo general infrarroja) que recibimos y su balance con la que emitimos constantemente como cuerpos calientes que somos. Si en cambio hay viento, la capa de aire en contacto con nuestra piel puede ser reemplazada por aire a otra temperatura, lo que también altera el equilibrio térmico y modifica la sensación térmica.

## Regiones dentro del infrarrojo
En general, los objetos emiten radiación infrarroja en todo un espectro de longitudes de onda, pero a veces sólo interesa una región limitada del espectro porque los sensores suelen recoger la radiación sólo dentro de un ancho de banda específico. La radiación infrarroja térmica también tiene una longitud de onda de emisión máxima, que es inversamente proporcional a la temperatura absoluta del objeto, de acuerdo con la ley de desplazamiento de Wien. La banda de infrarrojos suele subdividirse en secciones más pequeñas, aunque la forma en que se divide el espectro de infrarrojos varía según las distintas áreas en las que se emplea el infrarrojo.

### Límite visible
El infrarrojo, como implica su nombre, se considera generalmente que comienza con longitudes de onda más largas que las visibles por el ojo humano. Sin embargo, no existe un límite "duro" de longitud de onda para lo que es visible, ya que la sensibilidad del ojo disminuye rápida pero suavemente, para longitudes de onda superiores a unos 700 nm. Por lo tanto, las longitudes de onda más largas pueden verse si son lo suficientemente brillantes, aunque pueden seguir siendo clasificadas como infrarrojas según las definiciones habituales. Así, la luz de un láser de infrarrojo cercano puede parecer de color rojo tenue y puede suponer un peligro, ya que puede ser bastante brillante. E incluso los infrarrojos con longitudes de onda de hasta 1050 nm procedentes de láseres pulsados pueden ser vistos por los humanos en determinadas condiciones.

### Esquema de subdivisión de uso común
Un esquema de subdivisión comúnmente utilizado es:
| Nombre                                | Abreviatura                                                    | Longitud de onda | Frecuencia  | Energía fotónica | Temperatura                     | Características |
| ------------------------------------- | -------------------------------------------------------------- | ---------------- | ----------- | ---------------- | ------------------------------- | --- |
| Infrarrojo cercano                    | NIR, IR-A DIN                                                  | 0.75–1.4 μm      | 214–400 THz | 886–1,653 meV    | 3,864–2,070 K; (3,591–1,797 °C) | Definido por la absorción de agua,[cita requerida] y comúnmente utilizado en telecomunicaciones de fibra óptica debido a las bajas pérdidas de atenuación en el medio de vidrio SiO 2 ( sílice ). Los intensificadores de imagen son sensibles a esta área del espectro; ejemplos incluyen visión nocturna dispositivos tales como gafas de visión nocturna. La espectroscopia de infrarrojo cercano es utilizada para identificar tumores endógenos. |
| Infrarrojos de onda corta             | SWIR, IR-B DIN                                                 | 1.4–3 μm         | 100–214 THz | 413–886 meV      | 2.070–966 K (1.797–693 °C)      | La absorción de agua aumenta significativamente a 1450 nm. El rango de 1530 a 1560 nm es la región espectral dominante para las telecomunicaciones de larga distancia. Luz reflejada por objetos tanto como luz emitida por objetos puede ser detectada en este rango. Su uso ha aumentado en las áreas de inspección automatizada, imágenes de visión artificial, e imágenes médicas.                                                                |
| Infrarrojos de longitud de onda media | MWIR, IR-C DIN; MidIR. Also called intermediate infrared (IIR) | 3–8 μm           | 37–100 THz  | 155–413 meV      | 966–362 K (693–89 °C)           | En la tecnología de misiles guiados, la parte de 3 a 5 μm de esta banda es la ventana atmosférica en la que están diseñados para funcionar los cabezales de referencia de los misiles IR pasivos de búsqueda de calor , dirigiéndose a la firma infrarroja del avión objetivo, normalmente el motor a reacción. penacho de escape. Esta región también se conoce como infrarrojos térmicos. imágenes de visión artificial                             |
| Infrarrojos de longitud de onda larga | LWIR, IR-C DIN                                                 | 8–15 μm          | 20–37 THz   | 83–155 meV       | 362-193 K (89 - −80 °C)         | La región de "imágenes térmicas", en la que los sensores pueden obtener una imagen completamente pasiva de objetos con una temperatura solo ligeramente superior a la temperatura ambiente, por ejemplo, el cuerpo humano, basada únicamente en emisiones térmicas y que no requieren iluminación como el sol, la luna, o iluminador de infrarrojos. Esta región también se denomina "infrarrojos térmicos".                                          |
| Infrarrojo lejano                     | FIR                                                            | 15–1,000 μm      | 0.3–20 THz  | 1.2–83 meV       | 193–3 K (−80.15 – −270.15 °C)   | (ver también láser de infrarrojo lejano e infrarrojo lejano ) |

NIR y SWIR a veces se denominan "infrarrojos reflejados", mientras que MWIR y LWIR a veces se denominan "infrarrojos térmicos". Debido a la naturaleza de las curvas de radiación del cuerpo negro, los objetos típicos "calientes", como los tubos de escape, a menudo aparecen más brillantes en el MW en comparación con el mismo objeto visto en el LW.

### Esquema de división CIE
La Comisión Internacional de la Iluminación (CIE) recomendó la división de la radiación infrarroja en las siguientes tres bandas:
| Abreviatura | Longitud de onda                   | Frecuencia        |
| ----------- | ---------------------------------- | ----------------- |
| IR-A        | 700 nm – 1400 nm (0.7 μm – 1.4 μm) | 215 THz – 430 THz |
| IR-B        | 1400 nm – 3000 nm (1.4 μm – 3 μm)  | 100 THz – 215 THz |
| IR-C        | 3000 nm – 1 mm (3 μm – 1,000 μm)   | 300 GHz – 100 THz |

### Esquema ISO 20473
ISO 20473 especifica el siguiente esquema:
| Designación        | Abreviatura | Longitud de onda |
| ------------------ | ----------- | ---------------- |
| Infrarrojo cercano | NIR         | 0.7–3 μm         |
| Infrarrojo medio   | MIR         | 3–50 μm          |
| Infrarrojo lejano  | FIR         | 50–1000 μm       |

### Esquema de la división de astronomía
Los astrónomos suelen dividir el espectro infrarrojo de la siguiente manera:
| Designación        | Abreviatura | Longitud de onda  |
| ------------------ | ----------- | ----------------- |
| Infrarrojo cercano | NIR         | 0.7 to 2.5 μm     |
| Infrarrojo medio   | MIR         | 3 to 25 μm        |
| Infrarrojo lejano  | FIR         | superior a 25 μm. |

Estas divisiones no son precisas y pueden variar según la publicación. Las tres regiones se utilizan para la observación de diferentes rangos de temperatura[cita requerida], y por tanto de diferentes entornos en el espacio.
El sistema fotométrico más común utilizado en astronomía asigna letras mayúsculas a diferentes regiones espectrales según los filtros utilizados; I, J, H y K cubren las longitudes de onda del infrarrojo cercano; L, M, N y Q se refieren a la región del infrarrojo medio. Estas letras se entienden comúnmente en referencia a ventanas atmosféricas y aparecen, por ejemplo, en los títulos de muchos artículos académicos.

### Esquema de división según respuesta del sensor

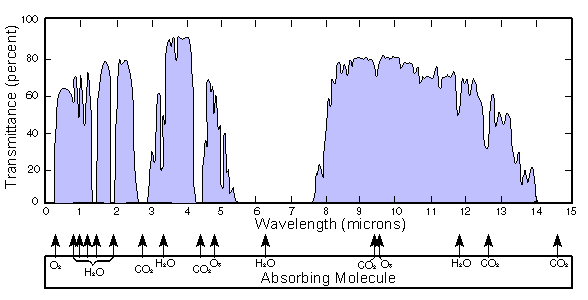
Gráfico de transmitancia atmosférica en parte de la región infrarroja

Un tercer esquema divide la banda basándose en la respuesta de varios detectores:
- Infrarrojo cercano: de 0,7 a 1,0 μm (desde el extremo aproximado de la respuesta del ojo humano al del silicio).
- Infrarrojo de onda corta: De 1,0 a 3 μm (desde el corte del silicio hasta el de la ventana atmosférica MWIR). InGaAs cubre hasta aproximadamente 1,8 μm; las sales de plomo menos sensibles cubren esta región.
- Infrarrojo de onda media: De 3 a 5 μm (definido por la ventana atmosférica y cubierto por antimoniuro de indio [InSb] y teluro de cadmio y mercurio [HgCdTe] y parcialmente por seleniuro de plomo [PbSe]).
- Infrarrojo de onda larga: 8 a 12, o 7 a 14 μm (es la ventana atmosférica cubierta por HgCdTe y  microbolómetro).
- El infrarrojo de onda muy larga (VLWIR) (de 12 a 30 μm aproximadamente, cubierto por silicio dopado).

El infrarrojo cercano es la región más cercana en longitud de onda a la radiación detectable por el ojo humano. El infrarrojo medio y el infrarrojo lejano se alejan progresivamente del espectro visible. Otras definiciones obedecen a diferentes mecanismos físicos (picos de emisión, frente a bandas, absorción de agua) y las más recientes obedecen a razones técnicas (los detectores comunes de silicio son sensibles hasta unos 1050 nm, mientras que la sensibilidad del InGaAs comienza alrededor de los 950 nm y termina entre los 1700 y los 2600 nm, según la configuración específica). Actualmente no existen normas internacionales para estas especificaciones.
El inicio de los infrarrojos se define (según diferentes normas) en varios valores, normalmente entre 700 nm y 800 nm, pero el límite entre la luz visible y la infrarroja no está definido con precisión. El ojo humano es notablemente menos sensible a la luz por encima de la longitud de onda de 700 nm, por lo que las longitudes de onda más largas contribuyen de forma insignificante a las escenas iluminadas por fuentes de luz comunes. Sin embargo, la luz cercana al infrarrojo particularmente intensa (por ejemplo, la procedente de los láseres IR, las fuentes LED IR o la luz diurna brillante con la luz visible eliminada por geles de color) puede detectarse hasta aproximadamente 780 nm, y se percibirá como luz roja. Las fuentes de luz intensas que proporcionan longitudes de onda de hasta 1050 nm pueden verse como un resplandor rojo apagado, lo que provoca cierta dificultad en la iluminación de escenas en el infrarrojo cercano en la oscuridad (normalmente este problema práctico se resuelve con la iluminación indirecta). Las hojas son particularmente brillantes en el IR cercano, y si se bloquean todas las fugas de luz visible alrededor de un filtro IR, y se da al ojo un momento para ajustarse a la imagen extremadamente tenue que llega a través de un filtro fotográfico visualmente opaco que pasa por el IR, es posible ver el  efecto Madera que consiste en el follaje que brilla en el IR.

### Bandas de telecomunicación en el infrarrojo
En las comunicaciones ópticas, la parte del espectro infrarrojo que se utiliza se divide en siete bandas en función de la disponibilidad de fuentes de luz que transmiten/absorben materiales (fibras) y detectores:
| Banda   | Descripción                 | Rango de longitud de onda |
| ------- | --------------------------- | ------------------------- |
| Banda O | Original                    | 1,260–1,360 nm            |
| Banda E | Extendida                   | 1,360–1,460 nm            |
| Banda S | Longitud de onda corta      | 1,460–1,530 nm            |
| Banda C | Convencional                | 1,530–1,565 nm            |
| Banda L | Longitud de onda larga      | 1,565–1,625 nm            |
| Banda U | Longitud de onda ultralarga | 1,625–1,675 nm            |

La «banda C» es la banda dominante para las redes de telecomunicaciones de larga distancia. Las bandas S y L se basan en una tecnología menos establecida y no están tan extendidas.

## Radiación de calor

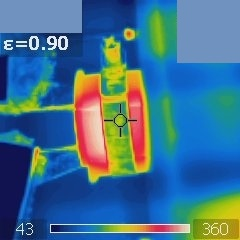
Los materiales con mayor emisividad parecen estar más calientes. En esta imagen térmica, el cilindro cerámico parece estar más frío que su recipiente cúbico (hecho de carburo de silicio), mientras que en realidad tienen la misma temperatura.

La radiación infrarroja se conoce popularmente como "radiación térmica", pero la luz y las ondas electromagnéticas de cualquier frecuencia calientan las superficies que las absorben. La luz infrarroja del Sol representa el 49% del calentamiento de la Tierra, siendo el resto causado por la luz visible que es absorbida y luego re-irradiada en longitudes de onda más largas. La luz visible o el ultravioleta que emite el láser pueden carbonizar el papel y los objetos incandescentes emiten radiación visible. Los objetos a temperatura ambiente emitirán emisión espontánea radiación concentrada sobre todo en la banda de 8 a 25 μm, pero esto no es distinto de la emisión de luz visible por objetos incandescentes y ultravioleta por objetos aún más calientes (véase cuerpo negro y ley de desplazamiento de Wien).
El calor es la energía en tránsito que fluye debido a una diferencia de temperatura. A diferencia del calor transmitido por conducción térmica o convección térmica, la radiación térmica puede propagarse a través del vacío. La radiación térmica se caracteriza por un espectro particular de muchas longitudes de onda que están asociadas a la emisión de un objeto, debido a la vibración de sus moléculas a una temperatura determinada. La radiación térmica puede ser emitida por los objetos en cualquier longitud de onda, y a temperaturas muy elevadas dicha radiación se asocia a espectros muy superiores al infrarrojo, extendiéndose a las regiones del visible, ultravioleta e incluso de los rayos X (por ejemplo, la corona solar). Por lo tanto, la asociación popular de la radiación infrarroja con la radiación térmica es sólo una coincidencia basada en las temperaturas típicas (comparativamente bajas) que suelen encontrarse cerca de la superficie del planeta Tierra.
El concepto de emisividad es importante para entender las emisiones infrarrojas de los objetos. Se trata de una propiedad de una superficie que describe cómo se desvían sus emisiones térmicas de la idea de un cuerpo negro. Para explicarlo mejor, dos objetos a la misma temperatura física pueden no mostrar la misma imagen infrarroja si tienen diferente emisividad. Por ejemplo, para cualquier valor de emisividad preestablecido, los objetos con una emisividad más alta aparecerán más calientes, y los que tengan una emisividad más baja aparecerán más fríos (asumiendo, como suele ser el caso, que el entorno circundante es más frío que los objetos que se están viendo). Cuando un objeto no tiene una emisividad perfecta, adquiere propiedades de reflectividad y/o transparencia, por lo que la temperatura del entorno se refleja parcialmente y/o se transmite a través del objeto. Si el objeto se encontrara en un entorno más caliente, entonces un objeto de menor emisividad a la misma temperatura probablemente parecería más caliente que uno más emisivo. Por este motivo, la selección incorrecta de la emisividad y la no consideración de las temperaturas ambientales darán resultados inexactos al utilizar cámaras infrarrojas y pirómetros.

## Usos de los rayos infrarrojos
Los infrarrojos se utilizan en los equipos de visión nocturna cuando la cantidad de luz visible es insuficiente para ver los objetos. La radiación se recibe y después se refleja en una pantalla. Los objetos más calientes se convierten en los más luminosos. 
Un uso muy común es el que hacen los mandos a distancia (o telecomandos) que generalmente utilizan los infrarrojos en vez de ondas de radio ya que no interfieren con otras señales como las señales de televisión. Los infrarrojos también se utilizan para comunicar a corta distancia los ordenadores con sus periféricos. Los aparatos que utilizan este tipo de comunicación cumplen generalmente un estándar publicado por la Infrared Data Association.
La luz utilizada en las fibras ópticas es generalmente de infrarrojos.

### Infrarrojo Cercano
El infrarrojo cercano es la región de longitud de onda más corta del espectro infrarrojo, situada entre la luz visible y el infrarrojo medio, aproximadamente entre 800 y 2500 nm, aunque no hay una definición universalmente aceptada.

### Astronomía
En astronomía, la espectroscopía en infrarrojo cercano se utiliza para estudiar las atmósferas de estrellas frías. En este rango pueden observarse líneas de transiciones rotacionales y vibracionales de moléculas como el Óxido de titanio, cianógeno y monóxido de carbono, que dan información sobre el tipo espectral de la estrella. También se utiliza para estudiar moléculas en otros objetos astronómicos, como las nubes moleculares.

### Emisores de infrarrojo industriales
Otra de las muchas aplicaciones de la radiación infrarroja es la del uso de equipos emisores de infrarrojo en el sector industrial. En este sector las aplicaciones ocupan una extensa lista pero se puede destacar su uso en aplicaciones como el secado de pinturas o barnices, secado de papel, termofijación de plásticos, precalentamiento de soldaduras, curvatura, templado y laminado del vidrio, entre otras. La irradiación sobre el material en cuestión puede ser prolongada o momentánea teniendo en cuenta aspectos como la distancia de los emisores al material, la velocidad de paso del material (en el caso de cadenas de producción) y la temperatura que se desee conseguir.
Generalmente, cuando se habla de equipos emisores de infrarrojo, se distinguen cuatro tipos en función de la longitud de onda que utilicen:
1. Emisores de infrarrojo de onda corta.
2. Emisores de infrarrojo de onda media rápida.
3. Emisores de infrarrojo de onda media.
4. Emisores de infrarrojo de onda larga.

### Otras aplicaciones industriales
La luz en rango SWIR, en especifico, es utilizada en el contexto industrial para la inspeccion de productos automáticamente. La manera en que diferentes materiales interactúan con esta porción del espectro hace que sea muy útil para detectar imperfecciones en los productos o contaminaciones. Procesamiento digital y visión de máquina son necesarias para automatizar este proceso. Avances en el sector de sensores ha permitido este progeso, ya que en la actualidad, los sensores necesarios para detectar SWIR no requieren la cantidad de energía ni la refrigeración que necesitaban en el pasado en todos los casos. 

### Visión nocturna

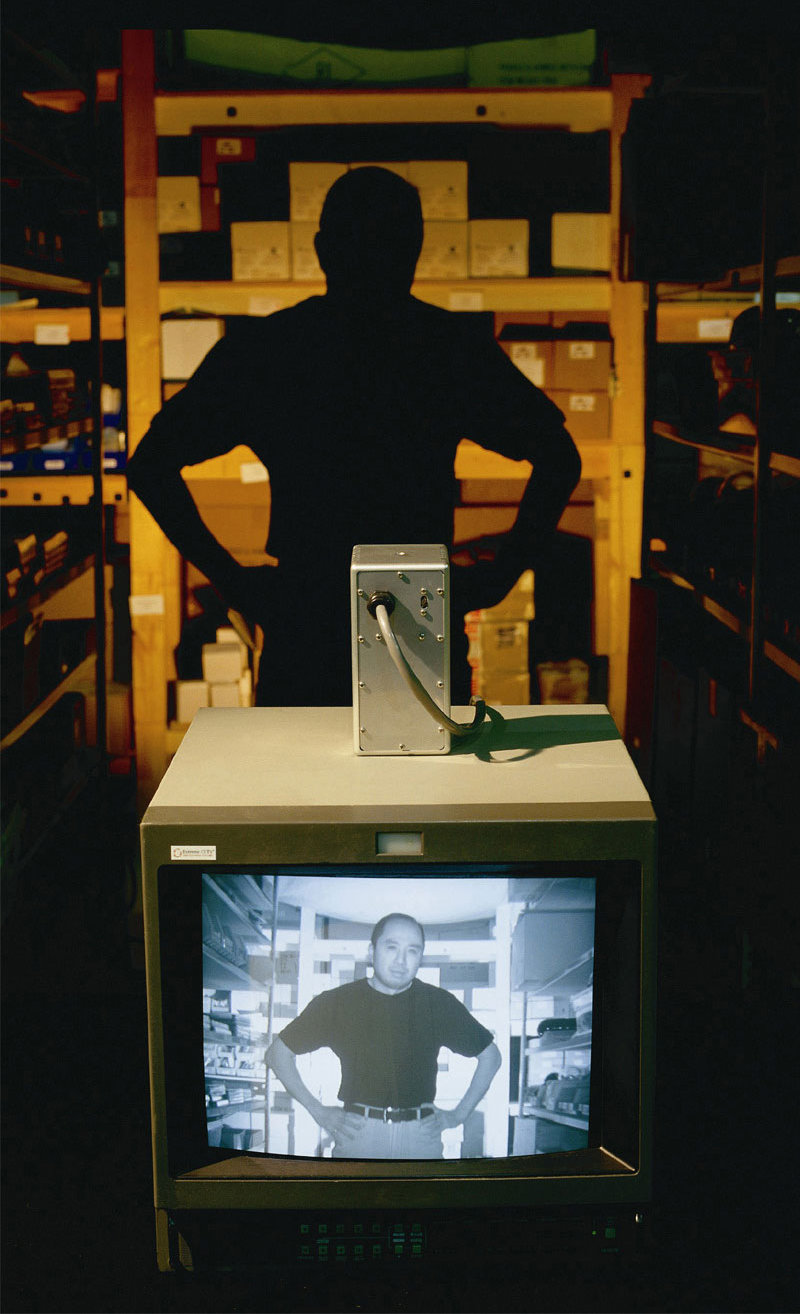
Visión nocturna por infrarrojos activos: la cámara ilumina la escena en longitudes de onda infrarrojas invisibles para el ojo humano. A pesar de una escena retroiluminada oscura, la visión nocturna de infrarrojos activos ofrece detalles de identificación, como se ve en el monitor de visualización.

El infrarrojo se utiliza en los equipos de visión nocturna cuando no hay suficiente luz visible para ver.  Los dispositivos de visión nocturna funcionan a través de un proceso que implica la conversión de los fotones de la luz ambiental en electrones que luego se amplifican mediante un proceso químico y eléctrico y se vuelven a convertir en luz visible. Las fuentes de luz infrarroja pueden utilizarse para aumentar la luz ambiental disponible para su conversión por parte de los dispositivos de visión nocturna, aumentando la visibilidad en la oscuridad sin utilizar realmente una fuente de luz visible.
El uso de luz infrarroja y de dispositivos de visión nocturna no debe confundirse con la  imagen térmica, que crea imágenes basadas en las diferencias de temperatura de la superficie detectando la radiación infrarroja (calor) que emana de los objetos y de su entorno.

### Termografía

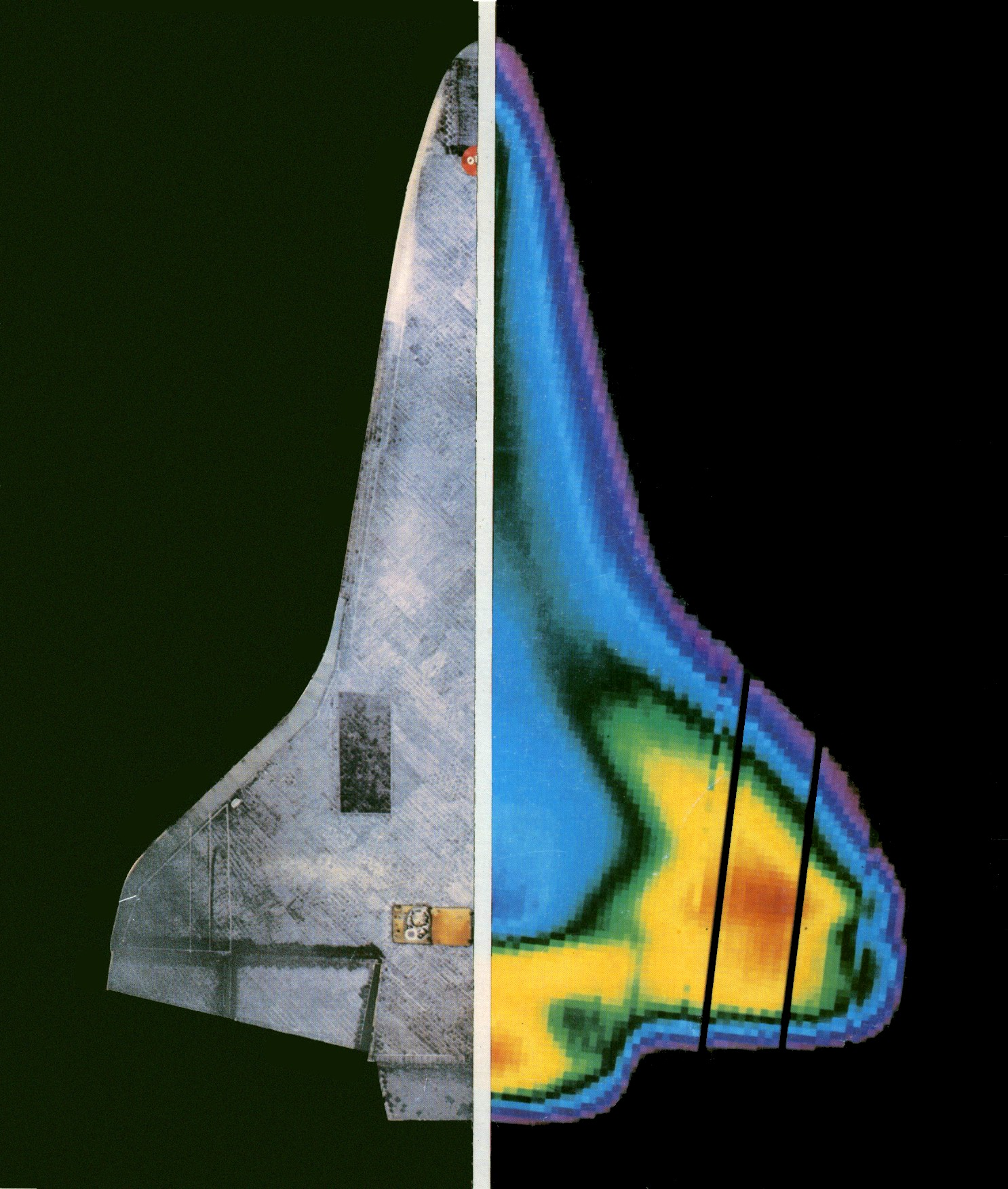
La termografía ayudó a determinar el perfil de temperatura del sistema de protección térmica del transbordador espacial durante el reingreso.

La radiación infrarroja puede utilizarse para determinar a distancia la temperatura de los objetos (si se conoce la emisividad). Esto se denomina termografía, o en el caso de objetos muy calientes en el NIR o visible se denomina pirometría. La termografía (imagen térmica) se utiliza principalmente en aplicaciones militares e industriales, pero la tecnología está llegando al mercado público en forma de cámaras infrarrojas en los coches debido a la gran reducción de los costes de producción.
Las cámaras termográficas detectan la radiación en el rango infrarrojo del espectro electromagnético (aproximadamente entre 9000 y 14 000 nanómetros o 9-14 μm) y producen imágenes de esa radiación. Dado que la radiación infrarroja es emitida por todos los objetos en función de su temperatura, según la ley de la radiación del cuerpo negro, la termografía permite "ver" el entorno con o sin iluminación visible. La cantidad de radiación emitida por un objeto aumenta con la temperatura, por lo que la termografía permite ver las variaciones de temperatura (de ahí su nombre).

### Imágenes hiperespectrales

Medición de emisión infrarroja térmica hiperespectral, un escaneo al aire libre en condiciones invernales, temperatura ambiente de −15 °C, imagen producida con un generador de imágenes hiperespectrales LWIR Specim. Los espectros de radiación relativa de varios objetivos en la imagen se muestran con flechas. Los espectros infrarrojos de los diferentes objetos, como el cierre del reloj, tienen características claramente distintivas. El nivel de contraste indica la temperatura del objeto.

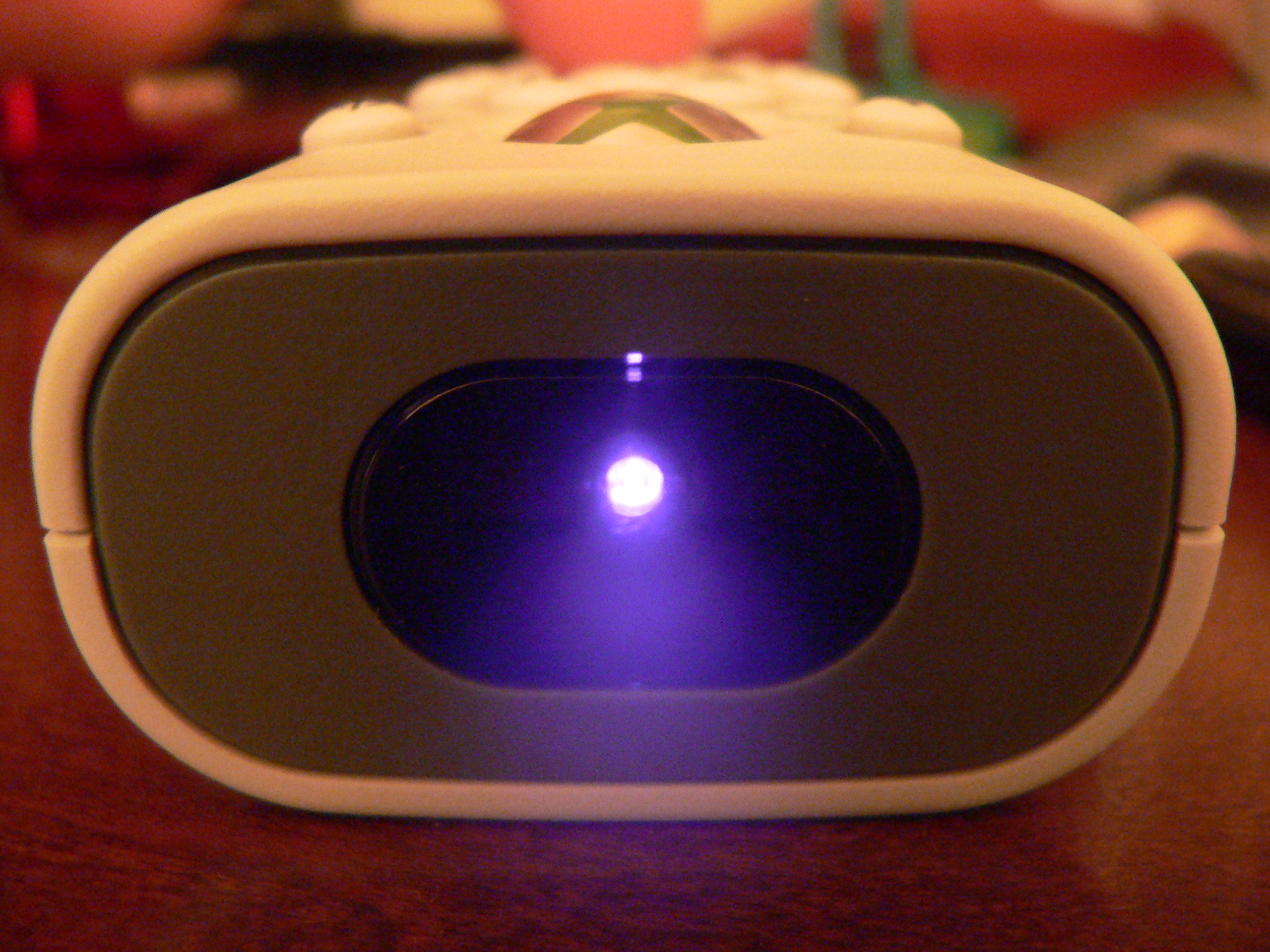
Luz infrarroja del LED de un control remoto registrada por una cámara digital

Una imagen hiperespectral es una "imagen" que contiene una espectro continua a través de un amplio rango espectral en cada píxel. Las imágenes hiperespectrales están ganando importancia en el campo de la espectroscopia aplicada, especialmente en las regiones espectrales NIR, SWIR, MWIR y LWIR. Las aplicaciones típicas incluyen mediciones biológicas, mineralógicas, de defensa e industriales.
La obtención de imágenes hiperespectrales en el infrarrojo térmico puede realizarse de forma similar utilizando una cámara termográfica, con la diferencia fundamental de que cada píxel contiene un espectro LWIR completo. En consecuencia, la identificación química del objeto puede realizarse sin necesidad de una fuente de luz externa, como el Sol o la Luna. Este tipo de cámaras se suelen aplicar para mediciones geológicas, vigilancia en exteriores y aplicaciones UAV.

### Otras imágenes
En la Fotografía infrarroja, se utilizan  filtros de infrarrojos para capturar el espectro del infrarrojo cercano. Las cámaras digitales suelen utilizar bloqueadores de infrarrojos. Las cámaras digitales más baratas y los teléfonos con cámara tienen filtros menos eficaces y pueden "ver" el infrarrojo cercano intenso, apareciendo como un color blanco púrpura brillante. Esto es especialmente pronunciado cuando se toman fotos de sujetos cerca de zonas con luz infrarroja (como cerca de una lámpara), donde la interferencia infrarroja resultante puede lavar la imagen. También existe una técnica llamada 'Rayos T', que consiste en obtener imágenes utilizando el infrarrojo lejano o la radiación de terahercios. La falta de fuentes brillantes puede hacer que la fotografía de terahercios sea más difícil que la mayoría de las otras técnicas de obtención de imágenes infrarrojas. En los últimos tiempos, la obtención de imágenes con rayos T ha suscitado un gran interés debido a una serie de nuevos desarrollos, como la «espectroscopia de terahercios en el dominio del tiempo».

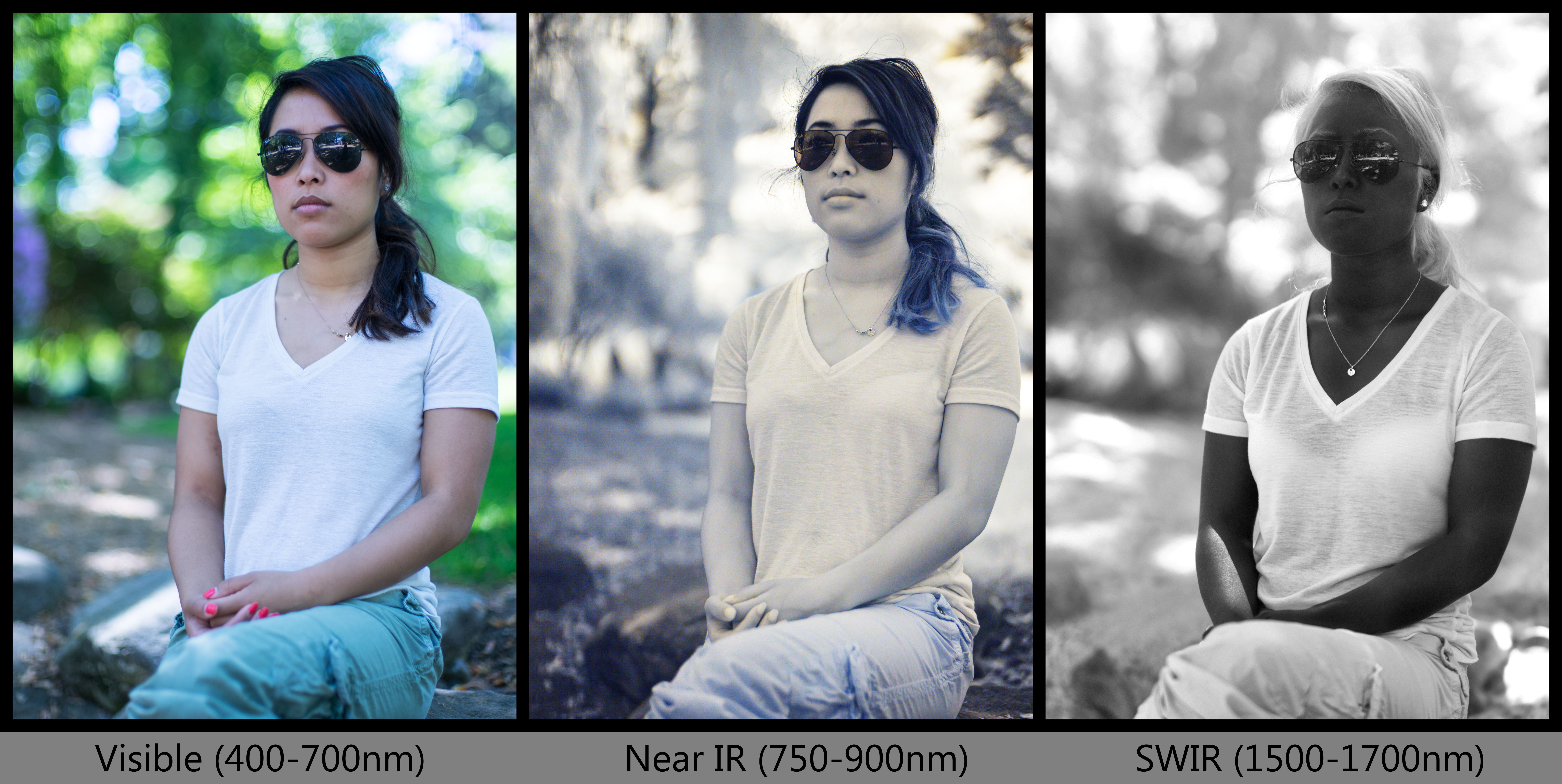
Fotografía de luz reflejada en varios espectros infrarrojos para ilustrar la apariencia a medida que cambia la longitud de onda de la luz.

### Seguimiento
El seguimiento por infrarrojos, también conocido como homing por infrarrojos, se refiere a un  Sistema de guiado pasivo de misiles, que utiliza la emisión de un objetivo de radiación electromagnética en la parte infrarroja del espectro para rastrearlo. Los misiles que utilizan la búsqueda de infrarrojos suelen denominarse "buscadores de calor", ya que el infrarrojo (IR) está justo por debajo del espectro visible de la luz en frecuencia y es irradiado fuertemente por los cuerpos calientes. Muchos objetos, como las personas, los motores de los vehículos y las aeronaves, generan y retienen el calor y, como tales, son especialmente visibles en las longitudes de onda infrarrojas de la luz en comparación con los objetos del fondo.

## Historia de la ciencia infrarroja
El descubrimiento de la radiación infrarroja se atribuye a William Herschel, el astrónomo, a principios del siglo XIX. Herschel publicó sus resultados en 1800 ante la Real Sociedad de Londres. Herschel utilizó un prisma para refractar la luz del sol y detectó el infrarrojo, más allá de la parte roja del espectro, a través de un aumento de la temperatura registrado en un termómetro. Se sorprendió del resultado y los llamó "rayos calóricos". El término "infrarrojo" no apareció hasta finales del siglo XIX.
Otras fechas importantes son:

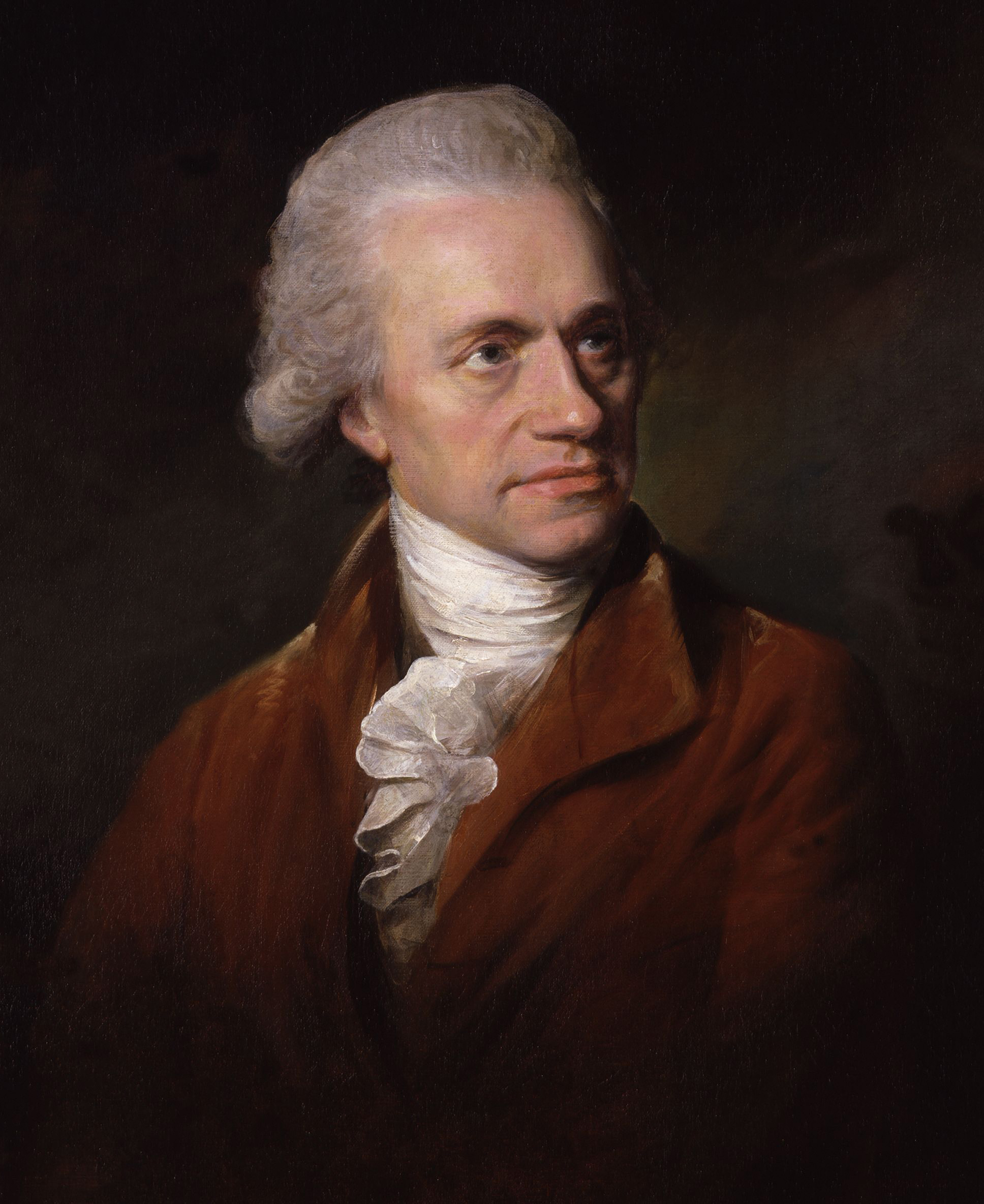
La radiación infrarroja fue descubierta en 1800 por William Herschel.

- 1737: Émilie du Châtelet predijo lo que hoy se conoce como radiación infrarroja en Dissertation sur la nature et la propagation du feu.[38]
- 1830: Leopoldo Nobili hizo el primer termopila Detector de infrarrojos.[39]
- 1840: John Herschel produce la primera imagen térmica, llamada  termograma.[40]
- 1860: Gustav Kirchhoff formuló la teorema del cuerpo negro {\displaystyle E=J(T,n)}.[41]
- 1873: Willoughby Smith descubrió la fotoconductividad del selenio.[42]
- 1878: Samuel Pierpont Langley inventa el primer bolómetro, un aparato capaz de medir pequeñas fluctuaciones de temperatura y, por tanto, la potencia de las fuentes del infrarrojo lejano.[43]
- 1879: La Ley de Stefan-Boltzmann formuló empíricamente que la potencia radiada por un cuerpo negro es proporcional a T 4.[44]
- Década de 1880 y 1890: Lord Rayleigh y Wilhelm Wien resolvieron parte de la ecuación del cuerpo negro, pero ambas soluciones divergían en partes del espectro electromagnético. Este problema se denominó "catástrofe del ultravioleta y catástrofe del infrarrojo".[45]
- 1892: Willem Henri Julius publicó los espectros infrarrojos de 20 compuestos orgánicos medidos con un bolómetro en unidades de desplazamiento angular.[46]
- 1901: Max Planck publicó la ecuación del cuerpo negro y el teorema. Resolvió el problema cuantificando las transiciones de energía permitidas.[47]
- 1905: Albert Einstein desarrolló la teoría del efecto fotoeléctrico.[48]
- 1905-1908: William Coblentz publicó los espectros infrarrojos en unidades de longitud de onda (micrómetros) para varios compuestos químicos en Investigations of Infra-Red Spectra.[49][50][51]
- 1917: Theodore Case desarrolló el detector de sulfuro de talio; un científico británico construyó el primer buscador y rastreador de infrarrojos (IRST) capaz de detectar aviones a una distancia de una milla (1,6 km).
- 1935: Sales de plomo: primera guía de misiles en la Segunda Guerra Mundial.
- 1938: Yeou Ta predijo que el efecto piroeléctrico podría utilizarse para detectar la radiación infrarroja.[52]
- 1945: El Zielgerät 1229 "Vampir" fue introducido como el primer dispositivo infrarrojo portátil para aplicaciones militares.
- 1952: Heinrich Welker cultivó cristales sintéticos de InSb.
- Décadas de 1950 y 1960: Nomenclatura y unidades radiométricas definidas por Fred Nicodemenus, G. J. Zissis y R. Clark; Robert Clark Jones definió la D.
- 1958: W. D. Lawson (Royal Radar Establishment en Malvern) descubrió las propiedades de detección de infrarrojos del teluro de cadmio y mercurio (HgCdTe).[53]
- 1958: se desarrollaron los misiles Falcon y Sidewinder con tecnología infrarroja.
- 1960s: Paul Kruse y sus colegas del Centro de Investigación Honeywell demuestran el uso del HgCdTe como un compuesto eficaz para la detección por infrarrojos.[53]
- 1962: J. Cooper demostró la detección piroeléctrica.[54]
- 1964: W. G. Evans descubrió termorreceptores infrarrojos en un escarabajo pirófilo.
- 1965: Primer manual de infrarrojos; primeros generadores de imágenes comerciales (Barnes, Agema (ahora parte de FLIR Systems Inc.); el texto de referencia de Richard Hudson; F4 TRAM FLIR de Hughes; fenomenología pionera de Fred Simmons y A. T. Stair; se formó el laboratorio de visión nocturna del ejército estadounidense (ahora Night Vision and Electronic Sensors Directorate (NVESD)), y Rachets desarrolla allí modelos de detección, reconocimiento e identificación.
- 1970: Willard Boyle y George E. Smith proponen el CCD en los Laboratorios Bell para el videochat.
- 1973: Programa de módulo común iniciado por el NVESD.[55]
- 1978: La astronomía de imágenes infrarrojas llega a su mayoría de edad, se planifican observatorios, se inaugura el Telescopio infrarrojo de NASA en Mauna Kea; se producen conjuntos de 32 × 32 y 64 × 64 utilizando InSb, HgCdTe y otros materiales.
- 2013: El 14 de febrero, los investigadores desarrollaron un implante cerebral que da a las ratas la capacidad de percibir la luz infrarroja, lo que por primera vez proporciona a los seres vivos nuevas habilidades, en lugar de simplemente reemplazar o aumentar las habilidades existentes.[56]